# Jean Corne
 (février 2010).
Si vous disposez d'ouvrages ou d'articles de référence ou si vous connaissez des sites web de qualité traitant du thème abordé ici, merci de compléter l'article en donnant les références utiles à sa vérifiabilité et en les liant à la section « Notes et références ».
Jean Corne, né le 2 juin 1935 à Lorient et mort le 16 juin 2022 à Lézignan-Corbières, est un catcheur français.
Il est une des grandes vedettes de l'histoire du catch en France pendant la période de l'âge d'or du catch français (années 1960-70).

## Carrière

### Débuts
Durant sa jeunesse, Jean Corne est tout d'abord dirigé vers la boxe afin de canaliser ses ardeurs de bagarreur. Il rejoint la section dirigée par l'Abbé Laudrin et s'entraîne au catch auprès de Lucien Jacques. L'Abbé Laudrin organisait avec le "matchmaker" Maurice Durand de nombreux galas dont Jean Corne était un spectateur assidu. Il y admirait les vedettes du catch de l'époque : Gilbert Leduc, René Ben Chemoul, Claude Montourcy ou encore Robert Gastel.
À partir de 1955, Corne va à Paris et suit les entraînements de Désiré Vandersipp chez Guilleminot avant de partir deux ans en Algérie pour son service militaire. Libéré des drapeaux en 1958 et revenu à Lorient, il fait alors la connaissance de Maurice Durand qui selon ses propres mots « voulu bien remarquer en moi des qualités de catcheurs et me fit monter à Paris ». Il rejoint ainsi une équipe qui compte en son sein de très bons mi moyens parmi lesquels Henri Le Maô, l'équipe des Blousons Noirs (Manneveau et Gessat), Ricetti, Bruno Asquini, Bob Plantin, le mexicain La Barba ou encore Isha Israël qui devient son partenaire en "match à quatre" (où deux équipes de deux catcheurs s'affrontent en se relais) .
Débutant parmi des valeurs sûres, Jean Corne doit faire ses preuves. Accrocheur, agile et technique, Jean Corne possédait toutes les qualités requises pour s'affirmer, en plus de sa persévérance.

### Tournées et l'équipe des Celtes (1960 à 1990)
En 1967, Jean Corne débute la fameuse tournée chapiteau avec des grands noms de la lutte professionnelle : le Petit Prince, Daniel Noced, Dave Larsen et Michel Falempin avec lequel il forme l'équipe des Celtes. Vêtus d'une veste en cuir orné d'un triskèle doré, précédés de la bombarde et du biniou, les Celtes défient les plus grands duos d'alors, notamment le tandem hispanique Inca Wiracocha et José Gonzales.
Jean Corne devient également très rapidement un démarcheur hors pair pour vendre des shows de catch. Il pouvait ainsi vendre entre 150 et 160 shows par an.
Durant les années 1970, les Celtes tiennent le haut de l'affiche des tournées chapiteaux avec Angelito, Jacky Richard, Zarak, Claude Roca, Le Petit Prince, Albert Sanniez, Daniel Noced et bien d'autres. L'équipe lutte ensemble jusqu'en 1976.
En 1974, il publie un livre, témoignage sur son métier, La Vérité sur le catch.
Jean Corne poursuit sa carrière sur les rings jusqu'à la fin des années 1980. Il a lutté tout au long de sa carrière avec deschampions de diverses époques comme les Anglais Mick McManus, Jackie Pallo, Johnny Saint ou Dynamite Kid.

### Reconversion (1990 à aujourd'hui)
Dans les années 1990, Jean Corne se reconvertit en speaker, notamment lors d'une tournée au Togo avec plus de 15 000 spectateurs lors d'un show dans la ville de Kara, offert par le président Eyadéma à son peuple.
Le 29 août 2009, il est récompensé pour l'ensemble de sa carrière, par l'adjoint aux sports René Pinazza qui lui décerne une coupe de la Ville de Béziers.
Début 2014, il participe à la création du Musée du Catch, lieu unique en Europe, rassemblant de nombreuses photos, affiches et diverses archives de l'âge d'or du catch français. Le 8 février 2014, Jean Corne participe à l'inauguration du Musée du Catch.[source insuffisante]

## Publication
- La Vérité sur le Catch, éditions France-Empire, 1974